# Montgras
Montgras (em occitano:  Montgràs) é uma comuna francesa na região administrativa da Occitânia, no departamento do Alto Garona. Estende-se por uma área de 3.99 km², com 108 habitantes, segundo o censo de 2018, com uma densidade de 27 hab/km².